# Groove Juice: The Norman Granz Recordings + More
Groove Juice: The Norman Granz Recordings + More ist eine Kompilation mit Musik von Slim Gaillard aus den Jahren 1946 bis 1953. Die Originalaufnahmen entstanden für das Label Clef Records von Norman Granz. Die vorliegende Edition enthält auch Gaillards 1947/48 entstandenen Aufnahmen für MGM Records und erschien am 31. August 2018 bei Verve Records.

## Hintergrund
Der Musiker, Sänger und Entertainer Slim Gaillard war mit dem Musikveranstalter und Produzenten Norman Granz befreundet; so brachte ihn Gaillard um 1945 mit dem Saxophonisten Coleman Hawkins zusammen, der gerade in Bob Berg's Club in Los Angeles auftrat. Granz hielt über viele Jahre an Slim Gaillard fest. Im Rahmen seiner Jazz-at-the-Philharmonic-Sessions trat Gaillard (begleitet von dem Bassisten Tiny „Bam“ Brown) am 22. April 1946 mit der Suite Opera in Vout (Groove Juice Symphony) auf, einem Medley aus bekannten Hits Gaillards mit populären Nummern der Zeit wie Ellingtons „C-Jam Blues“, „Hit That Jive, Jack!“ von Johnnie Alston/Skeets Tolbert oder „Big Noise from Winnetka“ von Bob Haggart/Ray Bauduc.

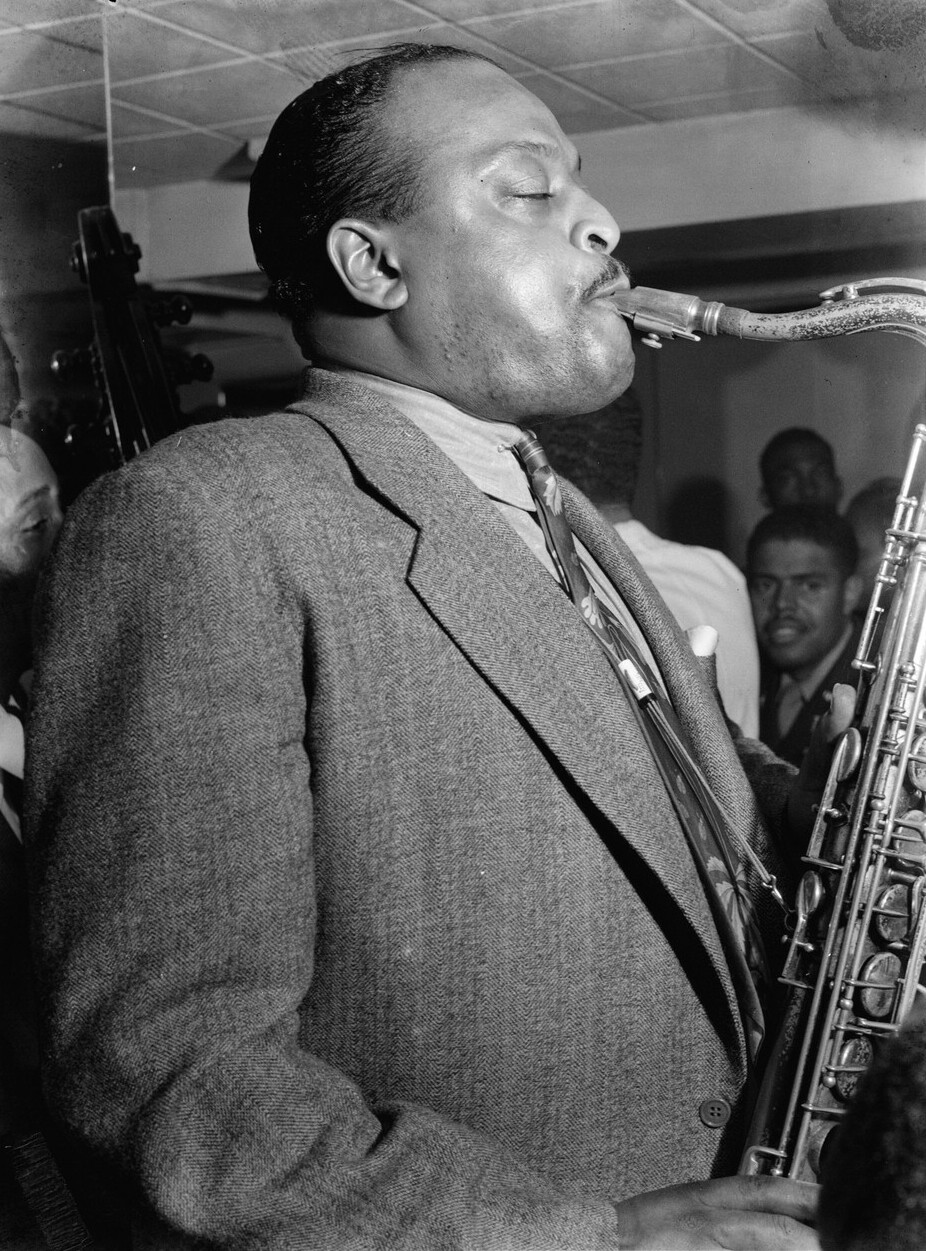
Ben Webster in einer Aufnahme von 1947 (Foto: William P. Gottlieb). Webster spielte im Dezember 1952 mit Slim Gaillard, als Solist zu hören im Exotica-Song „Gomen Nasai“ und der Rhythm-&-Blues-Nummer „Potato Chips“.

In den folgenden Jahren entstanden von Februar 1947 bis Dezember 1953 unter Granz weitere Studioaufnahmen für die Plattenlabel MGM, Clef, Norgan, Mercury und Verve Records, von denen die Edition Groove Juice auch bisher nicht veröffentlichte Alternate Takes der letzten Sessions enthält. Zu den Studiomusikern, die mit Slim Gaillard spielten, gehörten u. a. Ray Brown, Dick Hyman, Milt Jackson, Dodo Marmarosa, Clyde Lombardi, Armando Peraza, Ernie Shepard, Buddy Tate, Ben Webster und Maceo Williams. Zu den letzten Songs, die Slim Gaillard für Granz einspielte, gehörte Sy Olivers Rhythm & Blues Nummer „Go Man Go“ aus dem gleichnamigen United Artists Film von James Wong Howe.

## Musik des Albums

### „The Groove Juice Special“
Gaillard nannte sein Medley, das er mit seinem Bassisten Bam Brown (dem Nachfolger von Slam Stewart) bei Jazz at the Philharmonic vorstellte, „The Groove Juice Special“. Das Publikum, in dem an diesem Abend weitere JATP-Künstler wie Charlie Parker, Lester Young und Coleman Hawkins saßen, reagierte ekstatisch auf seine Darbietungen, zunächst die Nummer „Hit That Jive, Jack“, in dem Gaillard auf der Gitarre Charlie Christians „Seven Comes Eleven“ von 1940 zitierte. Für den dritten Teil wechselte Gaillard ans Klavier und zitierte Ellingtons „C-Jam Blues“. Nach seiner Rückkehr an die Gitarre folgte sein Hit „Flat-Foot Boogie“. Im letzten, vom Boogie Woogie geprägten Teil („Preston Com Stomp“), einer Instrumentalnummer, spielte er Schlagzeug, wobei Bam Brown ans Piano wechselte.

### Die Aufnahmen für MGM Records 1947/49
Im Sommer 1946 unterschrieb Gaillard einen Plattenvertrag bei MGM; in der Folge entstanden 1947 und 1948 insgesamt 16 Titel; die erste Single war „Tip Light“ mit der B-Seite „Arabian Boogie“; letzterer bezog sich auf Gaillards Aufenthalt bei einer armenischen Familie, bei der er einige Brocken deren Sprache lernte wie Saideh! Keefik, Keef i'sshaha? (dt. etwa Angenehm. Wie geht’s, wie steht's um die Gesundheit?) und in den Song einbaute. „Tip Light“, das mit einer kurzen Gitarren-Einleitung beginnt, zeichnet sich durch einen simplen und schrulligen Songtext aus; der Song ist sehr minimalistisch in seiner lyrischen Entfaltung: Tip light, tip light, tip light, tip light, shhhhhh.
In „The Bartender's Just Like a Mother“ griff Gaillard Louis Jordans „What's the Use of Getting Sober“ auf. Der Calypso „Money, Money, Money“ nimmt Bezug auf Gaillards angebliche Herkunft aus Kuba; in „Puerto-Voutie“ baut er spanische Phrasen ein. Einen Gastauftritt hat hier der Perkussionist Armando Peraza an den Congas, der später bei Santana bekannt werden sollte.
„Mama's in the Kitchen“ und „Little Red Riding Woods“ sind Nummern, die Gaillard zusammen mit Dick Manning („Takes Two for Tango“) und Buddy Raye (bekannt für die Erkennungsmelodie von „Bezaubernde Jeannie“) geschrieben hatte; „Mama's in the Kitchen, but We've Got Pop on Ice“ ist ein Song in der Tradition ähnlicher Songs wie Harry „The Hipster“ Gibsons „Who Put the Benzedrine in Mrs. Murphy's Ovaltine?“ oder „Chocolate Porkchop Man“ von Pete „Guitar“ Lewis.
Bei „The Hogan Song“ und „Serenade to a Poodle“ arbeitete Gaillard mit der in Pasadena ansässigen Rundfunk-Berühmtheit Jim Hawthorne zusammen. Einen Hiterfolg beschert ihm der Novelty-Song „Down by the Station“, von dem 325.000 Exemplare verkauft wurden. Auch Tommy Dorsey und Guy Lombardo coverten den Song. Bei der Session entstand auch Gaillards einziger Instrumentaltitel für MGM, die quirlige Orgel-Nummer „Organ Oreenee“. Trotz des Erfolgs nahm MGM im September 1949 mit Gaillard nur noch eine Session auf, die zwei Titel („When Banana Skins Are Falling“ und „Bongo Cito“) wurden erst 1951 veröffentlicht.

### Die Aufnahmen für Mercury, Clef, Norgan und Verve 1951–1953
Bei Gaillards erster von Norman Granz produzierter Studiosession entstand 1953 ein Remake der Slim & Slam Nummer „Laughin’ in Rhythm“, als B-Seite von „Soony Roony“, mit dem Untertitel Song of Xsabot und Dick Hyman am Piano. Seine Studioband firmierte als His Peruvians, eine Anspielung auf die damalig populäre peruanische Sängerin Yma Sumac, deren damals aktuelles Capitol-Album Voice of Xtabay hieß. im Blues-Song „Genius“ setzten Granz und Gaillard die Technik des overdubbing ein; so spielte der Musiker gleichzeitig Gitarre, Piano, Vibraphon, Trompete, Posaune, Tenorsaxophon, Orgel, Bass und Schlagzeug. Zudem machte Granz im Mehrspurverfahren aus Gaillards Gesang ein Vokalensemble.
Beim folgenden Studiotermin am 25. Mai 1951 wurde Gaillard von einer Band begleitet (His Olympic Trackmen), mit solistischen Darbietungen des Saxophonisten Buddy Tate. Es entstanden die afrokubanischen Nummern „Yo Yo Yo“ und „Babalu (Orooney)“; letztere war von Dezi Arnaz bekannt und wurde von Gaillard vom Stil von Billy Eckstines Gesang interpretiert. Der minimalistische Nonsense-Text zu kubanischen Rhythmen enthielt die Zeilen:
Ah! great Babalu bring her back to me. Babalu aye! Babalu aye! Babalu aye! Babalu aye! Babalu aye! Babalu aye! Babalu aye!
Im „Federation Blues“ machte sich der Sänger über James C. Petrillo, den damals umstrittenen Vorsitzenden der American Federation of Musicians lustig. Bei einer weiteren Granz-Session im August 1951 sang Gaillard die von 1930 stammende Ballade „For You“, über seiner Eckstine und Bill-Kenny-Parodie bricht Gaillard in Gelächter aus. „The Hip Cowboy“ war der einzige Ausflug des Sängers ins Genre der Countrymusik, bei der er seine Vout-Kunstsprache mit Jodeln mischte. Die anderen Titel dieser Session waren Remakes älterer Gaillard-Erfolgsnummern, „Yip Roc[k] Heresy“ von 1945, dessen Originalaufnahme von den amerikanischen Rundfunksendern seinerzeit boykottiert worden war, sowie das anspielungsreiche „Chicken Rhythm“.

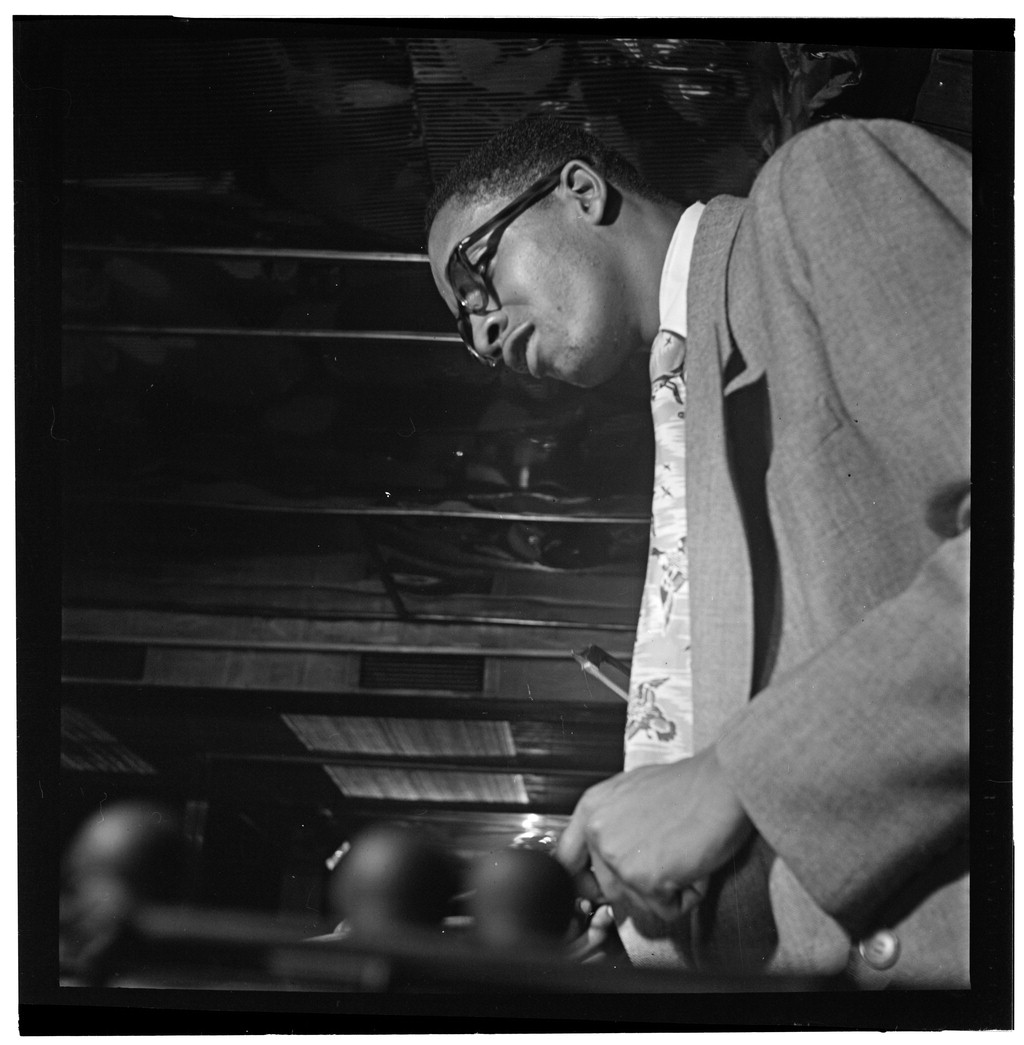
Milt Jackson, New York, um 1947.
Fotografie von William P. Gottlieb.

Am 1. März 1952 ließ Norman Granz den Sänger durch ein ganzes Orchester und einen Chor begleiten; es entstand eine schmalzige Coverversion des Erfolgstitels „I Only Have Eyes for You“ und der Popsong „As You Are“, der bald darauf von Dean Martin gecovert wurde. Doch der große Erfolg im Pop-Segment blieb aus; man kaufte Gaillard mit dem Image des „genialen Clowns“ nicht den ernsthaften Crooner ab, schrieb Ricky Riccardi in den Liner Notes des Albums. Gaillard und Granz unternahmen darauf einen weiteren Versuch, einen breiteren Markt zu erobern und nahmen am 24. Januar 1952 eine Reihe von R&B- und Blues-orientierte Nummern auf wie „St. Louis Blues“ (im Stil der Blues-Shouter wie Big Joe Turner), „I Know What to Do“ und „Taxpayer’s Blues“; als Bandbezeichnung wählte man Bulee Gaillard and His Southern Fried Orchestra. Einer der entstandenen Titel war „Eatin’ with the Boogie“, zu der der Billboard anmerkte, er passe besser ins Rhythm-&-Blues- als ins Jazz-Segment.
Im August 1952 holte Granz den Sänger erneut ins Studio; umgeben von einem kleineren Ensemble (möglicherweise mit Budd Johnson) entstanden die Calypso-Nummer „Make It Do“, der Jazzstandard „I Can’t Give You Anything but Love“, außerdem die humoristische Nummer „This Is my Song“ (alias „This Is My Love“), in dem Gaillard erneut auf Mickey Rooneys Namen anspielt, und eine Coverversion des durch Harry Belafonte bekannten Songs „Gomen Nasai“ (Forgive Me). Weitere Mitglieder der Begleitband waren Ben Webster, Cyril Haynes, Ray Brown und Milt Jackson am Schlagzeug. Das ebenfalls aufgenommene „Potatoe Chips“ sollte sich in späteren Jahren – bei seiner Wiederentdeckung als Kinderlied (Crunch crunch, I don't want no lunch / All I want is potato chips!) – zu einem YouTube-Hit entwickeln. Die letzte Session fand im Januar 1954 statt; diesmal umgab ihn Granz mit einer Bigband, deren Besetzung unbekannt blieb. Es entstand noch eine weitere Eckstine-Parodie („I'm in the Mood for Love“) und die Mambo-Nummer „Go Man Go“. Granz hatte mit Gaillard einen Fünf-Jahres-Vertrag abgeschlossen; um nach Ablauf von drei Jahren seine Kontraktverpflichtungen zu erfüllen, brachte er in den folgenden Jahren auf seinen Label Clef und Norgan die eingespielten und auch bislang unveröffentlichte Titel als EPs und auf der LP-Kompilation Smargasboard....Help Yourself aus seinem neu gegründeten Label Verve Records heraus.

## Titelliste
- Slim Gaillard: Groove Juice: the Norman Granz Recordings + More (Verve/Universal Music)

### CD 1
1. Opera in Vout (Groove Juice Symphony) (Johnnie Aiston/Duke Ellington/Slim Gaillard/Bud Green/Slam Stewart/Skeets Tolbert) 11:51
2. Tip Light (Gaillard) 2:52
3. Arabian Boogie (Gaillard) 2:48
4. Boip! Boip! (Larry Greenwood/Sammy Davis, Jr./Leonard Sues) 2:50
5. The Bartender's Just Like a Mother (Alan Clarke/Lee Ricks/Otis Spencer) 2:50
6. The Hogan Song (Slim Coates/Jim Hawthorne) 2:37
7. Money, Money, Money (Roy Brodsky/Sid Tepper) 2:47
8. Puerto – Vootie (Gaillard) 2:40
9. Momma's in the Kitchen But We've Got „Pop“ on Ice (Buddy Kaye/Dick Manning) 2:40
10. Down By the Station (Gaillard) 2:23
11. I Don't Stand a Ghost of a Chance With You (Bing Crosby/Ned Washington/Victor Young) 3:05
12. Serenade to a Poodle (Slim Gaillard/Lee Ricks) 2:18
13. Communications (Slim Gaillard/Lee Ricks) 2:30
14. Organ – Oreene (Gaillard) 2:43
15. Little Red Riding Woods (Slim Gaillard/Buddy Kaye/Dick Manning) 2:58
16. When Banana Skins Are Falling (I'll Come Sliding Back to You) (Paul Defrank/Abraham Frazzini/Irving Mills) 2:52
17. Bongo Cito (Gaillard) 2:46
18. Soony Roony (Song of Yxabat) (Gaillard) 2:09
19. Laughing in Rhythm (Gaillard) 2:56
20. Sabroso (Gaillard) 2:30
21. Babalu (Orooney) (Margarita Lecuona/Sidney King Russell) 3:32
22. Genius (Ride, Slim, Ride) (Gaillard) 2:52
23. Federation Blues (Gaillard) 3:44
24. Oh, Lady Be Good (George Gershwin/Ira Gershwin) 2:27
25. For You (Joe Burke/Al Dubin) 2:59

### CD 2
1. Yo Yo Yo (Gaillard) 2:44
2. Chicken Rhythm (Gaillard) 2:29
3. Yip Rock Heresy (Gaillard) 2:31
4. The Hip Cowboy (Gaillard) 2:43
5. I Only Have Eyes for You (Al Dubin/Harry Warren) 2:34
6. As You Are (Billy Friedman/Herbert Miller) 2:28
7. Taxpayers' Blues (Gaillard) 2:27
8. Eatin' with the Boogie (Gaillard) 2:29
9. St. Louis Blues (W. C. Handy) 2:19
10. I Know What to Do (Gaillard) 2:32
11. I Can't Give You Anything But Love (Dorothy Fields/Jimmy McHugh) 2:39
12. You Goofed (Gaillard) 2:45
13. Make It Do (Raymond Bloch/William Friedman/Mal West) 2:52
14. This is My Love (Gaillard) 2:33
15. Gomen Nasai (Forgive Me) (Ryōichi Hattori/Benedict Mayers) 2:33
16. Potatoe Chips (Gaillard) 3:05
17. Mishugana Mambo (Gaillard) 2:21
18. Go, Man, Go (Sy Oliver) 2:43
19. I'm in the Mood for Love (Dorothy Fields/Jimmy McHugh) 2:39
20. Gomen Nasai [Alternate Take 10] (Gaillard) 2:50
21. Potato Chips [Alternate Take 7] (Gaillard) 3:10
22. Potatoe Chips [Alternate Take 2] (Gaillard) 3:37
23. Make It Do [Alternate Take 1] 3:02
24. You Goofed [Alternate Take 7] (Gaillard) 2:25
25. You Goofed [Alternate Take 10] (Gaillard) 2:21
26. I'm in the Mood for Love [Alternate Take 4]/Studio chatter 3:49
27. Mishugana Mambo [Breakdown and Alternate Take 3] 3:03
28. Go Man Go [Alternate Take 3] 3:04

## Editorische Hinweise
Die Opera in Vout erschien als Einzel-LP erstmals 1983 bei Verve Records.
Die Liner Notes der Edition verfasste Ricky Riccardi, der Director of Research Collections des Louis Armstrong House Museums.

## Rezeption

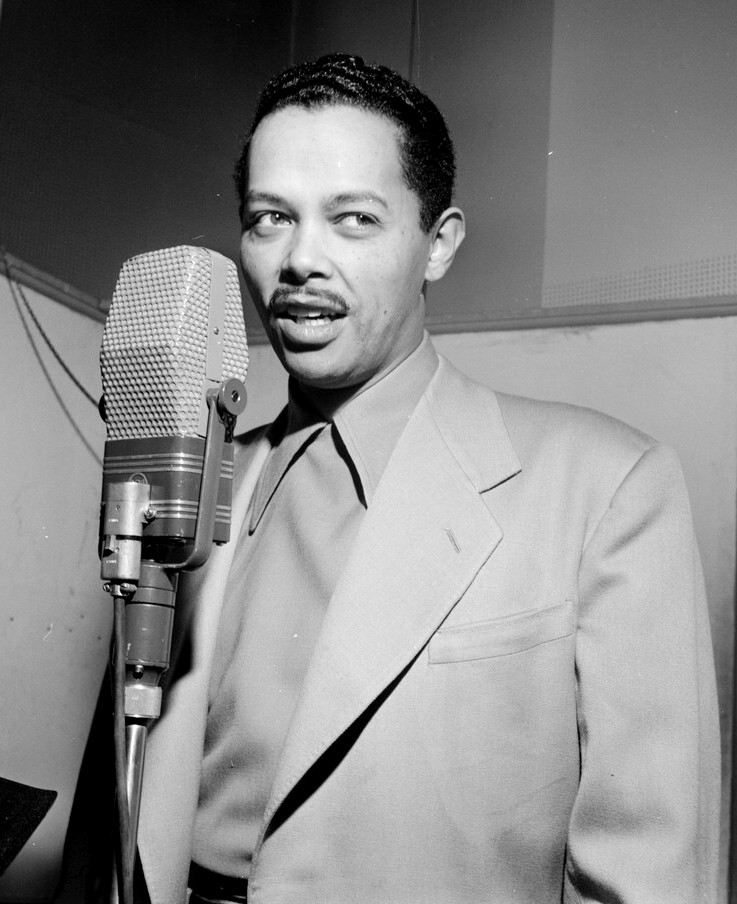
Billy Eckstine, um 1947
Foto: William P. Gottlieb

Jazzecho schrieb: „Alles ist dabei: Swing, Bebop, Calypsos, R&B, Proto-Rock, Balladen mit Streichern, Latin-Rhythmen, Country & Western, Mambos, Standards, Novelty-Songs oder imitierende Karikaturen des Crooners Billy Eckstine oder der Oktaven bezwingenden Andenkönigin Yma Sumac. Immer hochkarätig instrumentiert – auch auf „Genius“, bei dem Slim alle neun seiner […] Hauptinstrumente spielt – immer mindestens so charmant wie schenkelklopfend, gerne doppeldeutig und so anzüglich, dass der Protagonist selbst sich in „Chicken Rhythm“ das Lachen kaum verkneifen kann, sind diese Aufnahmen nach wie vor das Paradebeispiel für Jazz-Humor. Dass sie noch nie so gut klangen wie auf dieser Veröffentlichung, ist kein Witz.“

## Die Clef-, Norgran- und MGM-Sessions 1946–1953
Anmerkung: Die im Folgenden kursiv gesetzten Titel sind nicht in der Kompilation enthalten. Die diskographischen Angaben (einschließlich abweichender Schreibweisen auf den Original-Veröffentlichungen) orientieren sich an der Jazz Discography von Tom Lord.
- Jazz at the Philharmonic : Slim Gaillard (p, git, dr,voc), Bam Brown (kb, p, vcl). Live Jazz at the Philharmonic, Embassy Theatre, Los Angeles, 22. April 1946: Opera in Vout [Groove Juice Symphony]

1. [Pt.1) Introduzione – Pianissimo [Softly, most softly]
2. [Pt. 2] Recitavito e finale [Hit that Jive, Jack] (Clef 11033);
3. [Pt. 3) Andante cantibile in mode de Blues [C Jam Blues] (Clef 11034)
4. [Pt. 4] Presto con Stomp: Flat Floot Boogie/Big Noise from Winnetka/Yancey Special (Clef 11034)

- Slim Gaillard (git, vcl), Bam Brown (kb, vcl), NN (p). Los Angeles, 11. Februar 1947.

1. Boip! Boip! (MGM 10111)
2. The Bartender's Just Like Mother (MGM 10111)
3. Arabian Boogie (MGM 10017)
4. Tip Light (MGM 10017)

- Slim Gaillard (git, vcl), wahrscheinlich mit Dodo Marmarosa (p), Bam Brown (kb, vcl) NN (dr). Los Angeles, 1. Oktober 1947

1. Mama's in the Kitchen (MGM 10231)
2. Ghost of a Chance (MGM 10309, 10231)
3. Little Red Riding Woods (MGM 10599)
4. Puerto Vootie (MGM 10231)

- Slim Gaillard (git, voc), NN (p), Bam Brown (kb, voc), NN (dr) Jim Hawthorne (barks-1). Los Angeles, 15. Dezember 1947.

1. Money, Money, Money (MGM 10164)
2. The Hogan Song (MGM 10164)
3. Peppermint (unveröffentlicht)
4. Serenade to a Poodle (MGM 10442)

- Slim Gaillard (git, voc), NN (p), Bam Brown (kb, voc). Los Angeles, 22. Dezember 1947.

1. Down by the Station (MGM 10309)
2. Communications (MGM 10442)
3. Three Little Words (unveröffentlicht)
4. Solitude (MGM 10442)

- Slim Gaillard Sextet: NN (ts), Cyril Haynes (p), Slim Gaillard (org-1,bgo,voc), Armando Peraza (cga) + andere. Los Angeles, 7. November 1949.

1. When Banana Skins Are Falling (MGM 10938)
2. I Want a Dinah (unveröffentlicht)
3. Bongo City (MGM 10938)
4. Organ-oreenie (MGM 10599)

- Slim Gaillard and His Peruvians: Dick Hyman (p), Slim Gaillard (git, voc), Ernie Shepard (kb, voc), Herbie Lovelle (dr), Pepe Benque (bgo). New York City, 5. März 1951.

1. Laughin' in Rhythm (Mercury/Clef 5606, Clef EPC129, MGC126, Verve MGV2013)
2. Soony Roony (Mercury/Clef 5606, Clef EPC129, MGC126, Verve MGV2013)
3. Gulf Ball Gussy (unveröffentlicht)

- Slim Gaillard (tb, ts, vib ,org ,p, git, kb, voc). New York City, 31. März 195.

1. Genius (Norgran EPN56)

- Slim Gaillard and His Orchestra: Buddy Tate (ts), Maceo Williams (p), Slim Gaillard (git, voc), Clyde Lombardi (kb), Charlie Smith (dr), Pepe Benque (bgo). New York City, 25. Mai 1951.

1. Lady Be Good (Clef 89013, EPC161, MGC138, Verve MGV2013, Norgran EPN55)
2. Sabroso (Clef 8950, (Can)8950, EPC129, MGC126, Verve MGV2013)
3. Babalu (Clef 8950, (Can)8950, Clef EPC192, MGC126, Verve MGV2013)
4. Yo Yo Yo (Clef 809075, Norgran EPN20, MGN13, Verve MGV2013)
5. Federation Blues (Norgran EPN56)

- Slim Gaillard: NN (tp), Bennie Green (trb), NN (as), Buddy Tate (ts), Maceo Williams (p), Slim Gaillard (git, voc), Clyde Lombardi (kb), Charlie Smith (dr). New York City, August 1951.

1. For You (Clef 89013, EPC161, MGC138, Verve MGV2013)
2. If You're So Smart, Why Ain't You Rich? (unveröffentlicht)
3. Yip Rock Heresy [ohne Bläser] (Clef 8956, EPC161, MGC138, Verve MGV2013)
4. The Hip Cowboy (Clef 8956, EPC161, MGC138, Verve MGV2013)
5. Chicken Rhythm (Clef 89075, Norgran EPN20, MGN13, Verve MGV2013)

- Slim Gaillard (git, voc), mit Streicher und Orchester. New York City, Januar 1952.

1. I Only Have Eyes for You (Mercury 5792, Clef MGC138, Verve MGV2013)
2. As You Are (dto.)

- Slim Gaillard and His Orchestra: Slim Gaillard (git, voc), u. a. mit Harry Carney (bar) [oder Cecil Payne (bar)] + Streicherensemble. New York City, 24. Januar 1952.

1. St. Louis Blues (Clef 8998, Verve MGV2013)
2. I Know What to Do (dto.)
3. Tax Payer's Blues (Clef 8970)
4. Eatin' with the Boogie (dto.)

- Slim Gaillard (git,voc), mit unbekannter Begleitband. New York City, Juli 1952.

1. Make It Do (Norgran EPN19, MGN13)
2. You Goofed (Norgran EPN19, MGN13)
3. I Can't Give You Anything but Love (Norgran EPN19, MGN13, Verve MGV2013)
4. This is My Song [This is My Love] (Norgran EPN19, MGN13)

- Slim Gaillard & His Shintoists: Ben Webster (ts), Cyril Haynes (p), Slim Gaillard (git, voc), Ray Brown (kb), Milt Jackson (dr). New York City, Dezember 1952.

1. Gomen Nasai [Forgive me] (Clef 89031, MGC138, Verve (F)2304554)
2. Potato Chips (Verve B0027591-02 [CD])
3. Potato Chips (Clef 89031, MGC138, Verve (F)2304554, MGV2013, Norgran EPN56)

- Slim Gaillard (git,voc), mit Blechbläsergruppe, ferner ts, p, kb, dr. New York City, Dezember 1953.

1. I'm in the Mood for Love (alternative take & studio chatter) (Verve B0027591-02 [CD])
2. I'm in the Mood for Love (Norgran EPN20, MGN13, Verve MGV2013)
3. Mishugana Mambo (breakdown & alt. take) (Verve B0027591-02 [CD])
4. Mishugana Mambo (Clef 89103, Verve MGV2013, Norgran EPN56)
5. Go Man Go (Clef 89103, Norgran EPN20, MGN13, Verve (Jap)MJ-3234/37)